# Skandal um die Fledermaus
Skandal um die Fledermaus ist ein Filmdrama des Regisseurs Herbert Selpin, der auch am Drehbuch mitwirkte, aus dem Jahr 1936. In der Hauptrolle verkörpert Maria Andergast die verlobte Mary Hill.

## Handlung
In Marys Schlafzimmer treibt nachts eine Fledermaus ihr Unwesen, woraufhin ein Mann im Schlafanzug fluchtartig das Zimmer verlässt. Marys Verlobter glaubt nicht an die von Mary erzählte Geschichte mit der Fledermaus im Schlafzimmer und erklärt gegenüber Mary, dass die Verlobung keinen Bestand mehr hat.
Das alles geschieht, während Viktor, der für Mary echte Gefühle hegt, bei ihr keine Chance hat, da er allgemein als „Frauenheld“ bekannt ist. Der Film kommt zu einem Happy End, als sich Marys Tante und Viktors Chef in die Situation einmischen und den wirklichen Sachverhalt klarstellen. In der Folge werden Mary und Viktor ein Paar.

## Produktionsnotizen
Der Film kam am 4. Juni 1936 in die deutschen Kinos. In Österreich wurde er unter dem Titel Skandal um Mary aufgeführt. Die Produktion, für die Guido Bagier verantwortlich war, leitete Martin Pichert. Der Drehort war London.

## Filmzensur
Das NS-Regime überprüfte den Film auf eventuell dem Regime abträgliche Inhalte und legte ihm mit dem Beschluss B.42563 im Rahmen der damals üblichen Filmzensur am 3. Juni 1936 ein Jugendverbot auf.